# Mários Christodoúlou
Pour les articles homonymes, voir Christodoulou.
Mários Christodoúlou (en grec moderne : Μάριος Χριστοδούλου) est un footballeur international chypriote né à Athènes le 4 juillet 1974.